# Echo
Echo – fala akustyczna odbita od przeszkody i docierająca do obserwatora po zaniku wrażenia słuchowego fali docierającej bezpośrednio. Wrażenie echa pojawia się, gdy opóźnienie pomiędzy falą bezpośrednią a falą odbitą jest większe niż 100 ms. Przy krótszym opóźnieniu ma się do czynienia z pogłosem.
Czas opóźnienia powyżej 100 ms umożliwia człowiekowi wyraźne rozróżnienie obu dźwięków (jest dwukrotnie większy od rozdzielczości czasowej słuchu). Przy temperaturze około 20 °C odpowiada to sytuacji, gdy odbijająca przeszkoda jest oddalona o minimum 17 m.
Zjawisko echa obserwuje się najczęściej w wyniku odbicia dźwięku od ścian lasów, górskich zboczy, skał, jarów. Echo swojego głosu można usłyszeć, gdy odbity dźwięk powraca i dociera do własnego ucha.
Statki wodne używają urządzeń zwanych echosondami do określenia odległości od dna lub wykrywania nieznanych przeszkód. Urządzenie zwane sonarem wysyła wiązki fal dźwiękowych, które po odbiciu wracają i są rejestrowane na specjalnym wykresie.
Zjawisko echa akustycznego ultradźwięków wykorzystuje się m.in. w hydrolokacji, defektoskopii oraz ultrasonografii.